# ISO 3166-2:VU

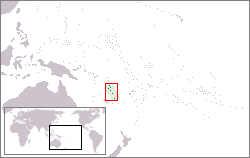
Vanuatu en un mapa de Oceanía.

ISO 3166-2:VU es la entrada para Vanuatu en ISO 3166-2, parte de los códigos de normalización ISO 3166 publicados por la Organización Internacional de Normalización (ISO), que define los códigos para los nombres de las principales subdivisiones (p.ej., provincias o estados) de todos los países codificados en ISO 3166-1.
En la actualidad, para Vanuatu los códigos ISO 3166-2 se definen para 6 provincias.
Cada código consta de dos partes, separadas por un guion. La primera parte es VU, el código ISO 3166-1 alfa-2 para Vanuatu. La segunda parte tiene tres letras.

## Códigos actuales
Los nombres de las subdivisiones se ordenan según el estándar ISO 3166-2 publicado por la Agencia de Mantenimiento ISO 3166 (ISO 3166/MA).
Pulsa sobre el botón en la cabecera para ordenar cada columna.
| Código | Nombre de la subdivisión (en, fr, es) |
| ------ | ------------------------------------- |
| VU-MAP | Malampa                               |
| VU-PAM | Pénama                                |
| VU-SAM | Sanma                                 |
| VU-SEE | Shéfa                                 |
| VU-TAE | Taféa                                 |
| VU-TOB | Torba                                 |